# Arroba
« arobe » redirige ici. Pour le caractère typographique « arrobe », voir arobase.
L’arroba, arrobe ou arobe est une ancienne unité de mesure de masse et de volume toujours utilisée en Espagne, au Portugal et dans certains pays d'Amérique latine (appelée arroba en espagnol (castillan) et portugais et arrova en catalan). C'est l'une des étymologies possible du caractère @ prononcé arobase ou arobace.

## Unité de masse
Le terme castillan arroba vient du mozarabe arrúbʿ, venant lui-même de l'arabe classique ar-rubʿ (الربع), signifiant « le quart ». L'arrobe est en effet couramment définie comme le quart d'un quintal, soit 25 livres. Cette valeur n'est pas uniforme dans toutes les zones où l'arrobe est utilisée ; de plus le poids d'une livre n'est pas fixée par rapport au kilogramme, et l'arrobe peut valoir entre 10 et 15 kg. Ainsi, en Castille, l'arrobe équivaut à 25 livres (11,502 3 kg), en Catalogne à 26 livres (10,4 kg), et en Aragon à 36 livres (12,5 kg). Au Portugal et dans ses anciennes colonies elle équivaut à 32 livres (14,688 kg). Actuellement, l'arrobe métrique, en usage[réf. nécessaire] au Portugal pour peser le liège et au Brésil pour peser le bétail, est fixée[citation nécessaire] à 15 kg.
L'arrobe est officiellement tombée en désuétude, en Espagne depuis que la loi du 19 juillet 1849 a rendu obligatoire l'usage du système métrique dans toutes les transactions commerciales, au Portugal par le décret du 13 décembre 1852, et au Brésil quand en 1872 la loi impériale 1.157 du 26 juillet 1862 a imposé le système métrique.
Cependant, elle reste encore utilisée traditionnellement par les agriculteurs. Ainsi, en Communauté valencienne, une arrobe d'environ 12,8 kg sert pour mesurer la masse des oranges dans les transactions entre les arboriculteurs et les intermédiaires.

## Unité de volume
L'arrobe sert également comme unité de volume ou capacité pour mesurer les liquides où elle vaut alors entre 10 et 16 litres. Sa valeur varie, non seulement d'une région à l'autre, mais aussi suivant le liquide mesuré. Ainsi, l'arrobe utilisée en Castille pour la mesure d'huile vaut 12,563 litres, tandis que celle du vin équivaut à 16,133 litres.
En tant qu'unité de volume, l'arrobe est encore[réf. nécessaire] utilisée dans des régions comme l'Andalousie, l'Estrémadure et Castille-La Manche, où il est encore fréquent de parler d'arrobes de vin[citation nécessaire].